# آلفا رومئو کارابو
آلفارومئو کارابو (Alfa Romeo Carabo) خودرویی است که در سال‌های ۱۹۶۸تولید شده‌است. طول آن در حالت طبیعی ۴٬۱۷۶ میلیمتر (۱۶۴٫۴ اینچ) و  عرض آن در حالت طبیعی ۱٬۷۸۵ میلیمتر (۷۰٫۳ اینچ) و  ارتفاع آن در حالت طبیعی ۹۹۰ میلیمتر (۳۹٫۰ اینچ)  است.
موتور آن ۱۹۹۵ سی‌سی سیستم جعبه‌دندهٔ آن ۶ دنده به صورت دستی است.